# Priyanka Gandhi
Priyanka Gandhi Vadra (Nueva Delhi, 12 de enero de 1972) es una política india y secretaria general del Comité del Congreso de toda la India a cargo de Uttar Pradesh. También es fideicomisaria de la Fundación Rajiv Gandhi.

## Infancia y educación
Priyanka Gandhi hizo sus estudios en la Escuela Moderna (Nueva Delhi) y en el Convento de Jesús y María, Delhi. Obtuvo una licenciatura en Psicología del Jesus and Mary College, de la Universidad de Delhi, y luego una maestría en estudios budistas en 2010.

## Carrera política
Gandhi había visitado regularmente los distritos electorales Rae Bareli y Amethi de su madre y su hermano, donde trataba directamente con la gente. En las elecciones generales indias de 2004, fue directora de campaña de su madre y ayudó a supervisar la campaña de su hermano Rahul Gandhi. En las elecciones a la asamblea de Uttar Pradesh de 2007, mientras Rahul Gandhi dirigía la campaña estatal, se concentró en los diez escaños en la región Rae Bareli y pasó dos semanas allí tratando de sofocar las luchas internas entre los trabajadores del partido por la asignación de escaños.

### Política activa y secretaria general de la AICC
El 23 de enero de 2019 ingresó oficialmente a la política, siendo nombrada Secretaria General del Congreso a cargo de la parte este de Uttar Pradesh. Fue nombrada Secretaria General a cargo de todo Uttar Pradesh el 11 de septiembre de 2020. En octubre de 2021, fue detenida por la policía, que citó la prohibición de las reuniones, cuando se dirigía a Agra para reunirse con los familiares de un hombre que presuntamente murió bajo custodia policial.

### Elección de la Asamblea Legislativa de Uttar Pradesh de 2022
Lanzó la campaña electoral de Uttar Pradesh del partido del Congreso desde Barabanki el 23 de octubre de 2021. El partido del Congreso luchará en las elecciones a la asamblea de Uttar Pradesh de 2022 bajo el liderazgo de Gandhi.

## Vida personal
Es hija de Rajiv Gandhi y Sonia Gandhi, hermana de Rahul Gandhi y nieta de Feroze e Indira Gandhi, lo que la convierte en miembro de la familia políticamente prominente Nehru-Gandhi. 

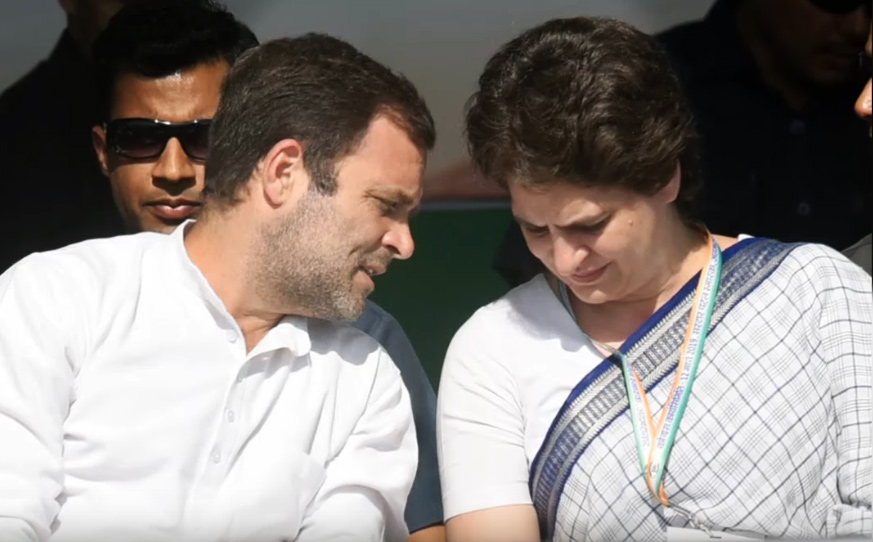
Gandhi (derecha) y su hermano Rahul (izquierda), en un mitin electoral

Está casada con Robert Vadra, un hombre de negocios de Delhi. La boda tuvo lugar en la casa de Gandhi, el 18 de febrero de 1997 en una ceremonia hindú tradicional. Ellos tienen dos niños; un hijo y una hija. Ella sigue la filosofía budista y practica Vipassanā como lo enseñó S. N. Goenka.